# دالة تشيبيشيف

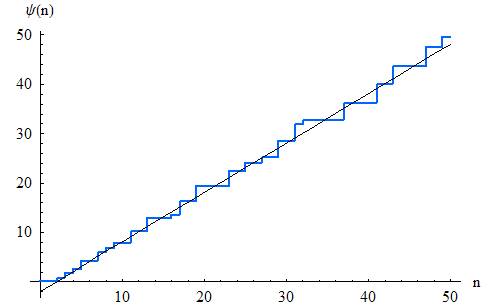
دالة تشيبيشيف ψ(x) حيث x < 50

في الرياضيات، دالة تشيبيشيف هي واحدة من الدالتين المرتبطتين فيما بينهما والمعرفتين با يلي. دالة تشيبيشيف الأولى هي (ϑ(x أو (θ(x وتعرف بما يلي:
{\displaystyle \vartheta (x)=\sum _{p\leq x}\log p}
حيث يأخذ p قيم جميع الأعداد الأولية الأصغر من أوتساوي x. على سبيل المثال:
{\displaystyle \vartheta (10)=\log 2+\log 3+\log 5+\log 7}
دالة تشيبيشيف الثانية هي (ψ(x وتعرف ببساطة وبشكل مماثل، بالمجموع الممتد على قوى جميع الأعداد الأولية التي لا تتجاوز x.
{\displaystyle \psi (x)=\sum _{p^{k}\leq x}\log p=\sum _{n\leq x}\Lambda (n)=\sum _{p\leq x}\lfloor \log _{p}x\rfloor \log p,}
حيث {\displaystyle \Lambda } هي دالة فون مانغولدت. على سبيل المثال،
{\displaystyle \psi (10)=\log 8+\log 9+\log 5+\log 7=3\log 2+2log3+\log 5+\log 7}
لأن أكبر قوة ل2 لا تتجاوز 10 هي 8 وأكبر قوة ل 3 لا تتجاوز 10 هي 9 وأكبر قوة ل5 لا تتجاوز 10 هي 5 نفسها، وهو الحال كذلك بالنسبة ل7.
عادة ما تستعمل دالة تشيبيشيف في البراهين المتعلقة بالأعداد الأولية، وذلك لكونها أبسط من الدالة المعدة للأعداد الأولية (π(x.
سميت هاتان الدالتان هكذا نسبة للعالم بافنوتي تشيبيشيف.

## فرضية ريمان
انظر فرضية ريمان.